# Malschenberg
Malschenberg ist seit 1972 ein Ortsteil der Stadt Rauenberg in Baden-Württemberg (südlich von Heidelberg) und ist heute überwiegend eine Wohngemeinde. Gewerbe und Industrie sind nur in sehr geringem Umfang vorhanden. Der Ort ist durch den Weinbau bekannt.
Malschenberg hat 1970 Einwohner (Stand: 31. Januar 2011).

## Geschichte
Malschenberg war früher ein Ortsteil von Malsch. Aus diesem Zusammenhang her soll sich auch der Ortsname entwickelt haben. Der Name soll aus der Bezeichnung „Malsch-vor-dem-Berg“ entstanden sein. So könnte Malschenberg eine Gründung von Einwohnern des Ortes Malsch sein. Auch die Lage von Malschenberg lässt diese Annahme als möglich erscheinen:
Malschenberg liegt an der Bergflanke des Letzenbergs zur Rheinebene hin. In der Rheinebene gibt und gab es schon immer fruchtbares Ackerland. Malsch liegt südlich auf der gegenüber liegenden Seite des Berges, also hinter dem Berg (von der Rheinebene aus betrachtet). Möglicherweise bauten sich Malscher Bauern, die in der Rheinebene fruchtbare Felder hatten, in deren Nähe Behausungen, um Unterschlupf bei schlechtem Wetter zu finden. Diese wurden im Laufe der Zeit immer mehr ausgebaut.
1294 wurden zwei Höfe, die das Hochstift Speyer erwarb, erstmals auf einer Kaufurkunde erwähnt. Der Ortsname Malschenberg findet sich erstmals 1340 in einem Speyerer Verzeichnis der Leibeigenen im benachbarten Frauenweiler. Gegen Ende des 18. Jahrhunderts empfanden die Malschenberger die Steuern und Umlagen als zu hoch und beantragten daher 1801 die Trennung vom Hauptort Malsch. Der Bischof von Speyer stimmte zu, allerdings kam es durch die politischen Umbrüche zu Verzögerungen. Durch die Säkularisation gelangte der Ort zu Baden, das schließlich 1812/13 die Selbständigkeit gewährte. Die Teilung der Gemarkung und des Gemeindevermögens zog sich schließlich bis 1824 hin. Ab 1938 gehörte Malschenberg zum Landkreis Heidelberg. Am 1. April 1972 verlor der Ort seine Selbständigkeit und wurde nach Rauenberg eingemeindet.

## Wappen
Die Blasonierung des Wappens lautet: In Silber eine blaue Traube mit grünem Stiel und zwei grünen Blättern. Es geht zurück auf ein Gerichtssiegel aus dem Jahr 1813. Die Traube symbolisiert den damals für den Ort wichtigen Weinbau. Die Blau-Weiße Flagge wurde 1967 vom Innenministerium verliehen.

## Sehenswürdigkeiten

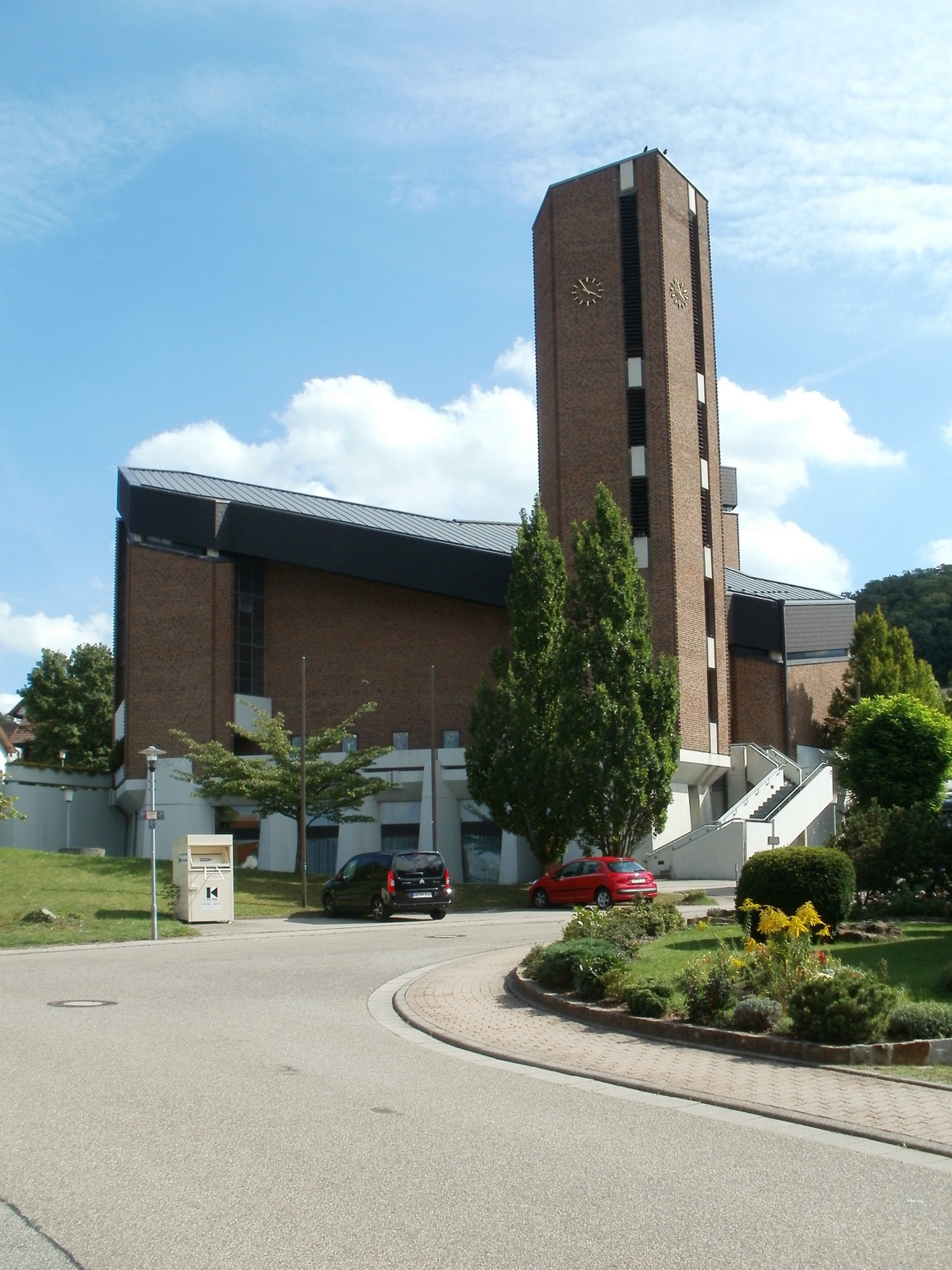
St. Wolfgang in Malschenberg

Die Kirche St. Wolfgang ist ein 1983 eingeweihter, polygonaler Kirchenbau aus Sichtbeton und Sichtmauerwerk. Der Bau und die Gestalt der Kirche waren anfangs umstritten. Sie hat eine ältere Kirche von 1869 ersetzt, deren Turm wegen Baufälligkeit bereits 1977 abgerissen werden musste.
Die Pfarrgemeinde gehört seit 2015 der Seelsorgeeinheit bzw. Kirchengemeinde Letzenberg an, zu der die katholischen Gemeinden der Orte Malsch, Malschenberg, Mühlhausen mit Tairnbach, Rauenberg, Rettigheim und Rotenberg gehören.

## Weinbau
Besonders der ortstypische Portugieser Rotwein wurde früher sehr geschätzt. Beinahe in allen Lagen wurde dieser Wein angebaut. Durch die Winzergenossenschaft in Wiesloch wurde allerdings gefordert, vermehrt Müller-Thurgau und andere leichte Weine anzubauen, da diese am Markt gesucht seien. Viele Weinbauern haben daher die alten Portugieser-Rebstöcke entfernt und durch andere Sorten ersetzt. Hierdurch hat der Ort etwas von seinem speziellen Weinbau-Flair verloren.
Alle Weinbauern arbeiten heute nur noch als Nebenerwerbslandwirte. Aufgrund vielfältiger Maßnahmen hat die Portugiesertraube ihren ursprünglichen, damals berühmten, Geschmack verloren. 